# Salagena albicilia
Salagena albicilia är en fjärilsart som beskrevs av George Francis Hampson 1920. Salagena albicilia ingår i släktet Salagena och familjen träfjärilar. Inga underarter finns listade i Catalogue of Life.